# Плавуще Галоє
Плавуще Галоє (біл. вёска Плавушчае Галае) — село в складі Крупського району Мінської області, Білорусь. Село підпорядковане Хотюхівській сільській раді, розташоване в східній частині області.
Рішенням Мінської обласної ради депутатів від 28 травня 2013 року, щодо змін адміністративно-територіального устрою Мінської області, село Плавуще Галоє уже колишньої Нацької сільської ради підпорядковане Хотюхівській сільській раді.